# Simone Rozès
Pour la commune française, voir Rozès.
Simone Rozès, née Ludwig le 29 mars 1920 à Paris (7e), est une magistrate française. 
Première directrice de l'Éducation surveillée entre 1973 et 1979, présidente du tribunal de grande instance de Paris de 1976 à 1981, elle est première présidente de la Cour de cassation de 1984 à 1988, et la première femme à occuper ces deux fonctions parmi les plus élevées dans la magistrature française.

## Biographie

### Origine, études et début de carrière
Née Simone Ludwig en 1920,, mariée à Gabriel Rozès (1920-2001), elle est licenciée en droit en 1945 avant d'obtenir un diplôme d'études supérieures (DES) en droit public et en économie politique et un diplôme de l’École libre des sciences politiques. 
Entre 1946 et 1949, elle exerce la profession d'avocat à Paris (la profession d'avocat est ouverte aux femmes, en France, depuis 1900, le métier de juge depuis 1946),. Puis elle est l'une des premières femmes à passer le concours de la magistrature.
D'abord affectée à la cour d'appel de Bourges en tant que juge suppléante en 1949 puis en tant qu'attachée titulaire en 1950, elle est détachée au ministère de la Justice. De 1958 à 1962, elle est chef du bureau du cabinet du garde des Sceaux, ministre de la Justice.
Juge au tribunal de grande instance de Paris depuis 1962, Simone Rozès en devient vice-présidente en 1969.

### Haute magistrate
En 1973, elle devient la première directrice de l'Éducation surveillée.
En 1976, elle est nommée présidente du tribunal de grande instance de Paris. Elle quitte ses fonctions en 1981, à la suite de son élection comme avocate générale près de la Cour de justice des Communautés européennes, actuelle Cour de justice de l'Union européenne.
Le 10 juin 1981, elle est nommée membre de la commission du bilan. Cette commission, créée par le Premier ministre Pierre Mauroy, a pour mission de dresser un tableau complet de l'économie française et de préciser les conséquences de la politique antérieurement conduite. Pourtant, le 27 juillet 1981, Simone Rozès démissionne de cette instance, à la suite des déclarations du ministre de l'Intérieur Gaston Defferre.
Nommée première présidente de la Cour de cassation par décret du 1er février 1984, elle est admise à faire valoir ses droits à la retraite le 30 juin 1988. Elle en est depuis première présidente honoraire.

### Autres responsabilités
De 1984 à 1987, Simone Rozès est présidente de la Société de législation comparée.
En 1993, elle est nommée membre de la commission d'évaluation de la situation sociale, économique et financière de la France mise en place par le Premier ministre Édouard Balladur et présidée par Jean Raynaud.
En 1994, elle préside la commission nommée par le Premier ministre Édouard Balladur sur la lutte contre la corruption.
En 1996, elle est nommée par le garde des Sceaux Jacques Toubon membre de Haut Comité consultatif pour la réforme du procès d'assises présidé par Jean-François Deniau.
Simone Rozès a été également membre de la Commission pour la prévention du crime et la justice pénale auprès du Conseil économique et social des Nations unies, et présidente de la Société internationale de défense sociale. Elle en est actuellement présidente honoraire.
Dans Les Frères invisibles, Ghislaine Ottenheimer et Renaud Lecadre indiquent que Simone Rozès n'a jamais fait mystère de son engagement dans la franc-maçonnerie féminine.

### Engagement associatif
Simone Rozès est présidente honoraire de l'association Henri Rollet. Créée en 1914 et reconnue d'utilité publique en 1920, cette association accueille et accompagne des jeunes sous protection administrative ou judiciaire au sein de services dans ses établissements situés dans le département des Hauts-de-Seine.

## Hommages
Les auditeurs de justice de la promotion 2021 de l'École nationale de la magistrature ont choisi le nom de Simone Rozès pour baptiser leur promotion. 

## Décorations
- Grand-croix de la Légion d'honneur, le 18 avril 2006[18]
- Officière de l'ordre national du Mérite
- Officière de l'ordre des Palmes académiques
- Médaille d'honneur de l'administration pénitentiaire, bronze
- Médaille d'honneur de la protection judiciaire de la jeunesse, bronze
- Croix de commandeur de l'ordre du Mérite
- Docteur honoris causa de l'université d'Édimbourg

## Publications
- L'administration de la justice, La Documentation française, 1991
- Le juge et l'avocat, avec Paul Lombard, Robert Laffont, 1992